# Гадаев, Лазарь Тазеевич
Ла́зарь Тазе́евич Гада́ев (осет. Гадати Тазей фурт Лазӕр; 20 июня 1938, Сурх-Дигора, Северо-Осетинская АССР — 21 сентября 2008, Москва) — российский скульптор.

## Биография
Сын крестьянина, не вернувшегося с войны. В 1956—1960 годах учился на художественно-графическом факультете Северо-Осетинского педагогического училища, затем поступил в Московский Государственный художественный институт им. В. И. Сурикова на факультет скульптуры (преподаватели М. Г. Манизер, Д. Д. Жилинский), который и окончил в 1966 году.
Жил и работал в Москве.
Жена Алла — детский врач, сын Константин — поэт, телережиссёр.
С 1967 года участвовал в выставках.
С 1969 года член Союза Художников СССР.
В 1978 году стал лауреатом Международной выставки малой пластики в Будапеште.
В 2008 году награждён медалью «Во славу Осетии» — высшей государственной наградой РСО — Алания.
Умер 21 сентября 2008 года на семьдесят первом году жизни после тяжёлой болезни и похоронен на Троекуровском кладбище Москвы.
Автор скульптурных композиций, установленных в Ереване, Владикавказе, Сеуле. Автор памятников поэту Георгию Малиеву (Владикавказ, 1986 г.), Темботу Керашеву (Майкоп, 1990 г.), Александру Пушкину (Москва, 1999 г.), Осипу Мандельштаму (Воронеж, 2008 г.), Блашка Гуржибекову (г. Дигора, 2012 г.)
Истоки творчества Лазаря Гадаева — в соединении традиций народной пластики Осетии, в глубоком понимании и любви к её многовековому жизненному укладу, знании мифологии древней аланской культуры, и осмыслении путей развития мирового искусства. Сегодня можно утверждать, что Лазарь Гадаев — скульптор с особым пластическим мышлением, чьё творчество вышло далеко за рамки национальной традиции и стало частью мирового художественного наследия.
Л. Гадаев работал в самых различных материалах — камне, дереве, керамике, бронзе. Манере мастера присуща скупая, лишенная внешней эффектности, но полная внутренней динамики лепка, острая фактурность и экспрессивная «шероховатость», но без подробной деталировки и натурализма.
Родным языком для Л. Гадаева был диалект осетинского языка — дигорский и именно на дигорском языке он писал стихотворения в прозе и притчи. В Осетии вышли две книги его произведений под одним названием — Искурдиада (1989 г. И 2008 г.). Это слово трудно переводимо на русский язык. Оно имеет множество оттенков смысла это и мольба, и просьба, и талант.
Участвовал в выставках, симпозиумах, биеннале:
1967 — Выставка молодых художников Москвы. Выставочный зал МОСХа, ул. Кузнецкий мост, 11. Москва;
1975 — Групповая выставка. Выставочный зал МОСХа. Москва;
1977 — Персональная выставка. Владикавказ. Северная Осетия. Групповая выставка произведений московских художников. Выставочный зал МОСХа, ул. Вавилова, Москва;
1978 — Лауреат международной выставки малой пластики. Будапешт. Венгрия. Международная выставка малой пластики. Филадельфия, США. Установка композиции «Отдыхающий скульптор» в Парке дружбы. Ереван, Армения;
1982 — Групповая выставка «Московские художники». Дели, Индия. Участие в симпозиуме по скульптуре. Дзинтари, Латвия;
1983 — Десятая биеннале земель Остзее. Росток, ГДР;
1984 — Установка скульптурных композиций «Песня полей», «Баран» в Парке культуры. Владикавказ, Северная Осетия. Участие в международном симпозиуме по скульптуре в Хоерсверде. Германия;
1985 — Персональная выставка. Северо-Осетинский республиканский художественный музей им. М. С. Туганова. Владикавказ, Северная Осетия. Десятая биеннале стран Балтии. Росток, ГДР. Групповая выставка «Plastik und Blumen». Трептов-парк, Берлин, ГДР;
1986 — Групповая выставка «Московские художники». София, Болгария. Установка памятника поэту Г. Г. Малиеву во Владикавказе. Северная Осетия;
1988 — Выставка московских художников. Галерея Маркони, Милан, Италия. Групповая выставка «Художники стран Балтийского моря». Росток. Германия. Установка скульптурной композиции «Бегущие» в Олимпийском парке. Сеул. Южная Корея;
1989 — Персональная выставка (совместно с Н.Нестеровой). Центральный дом художника, Москва. Групповая выставка «Автопортрет». Государственная Третьяковская галерея;
1989—1990 — Девятая югославская биеннале малой пластики. Любляна — Марек, Югославия;
1991 — Художественный руководитель симпозиума по керамике. Дзинтари, Латвия. Групповая выставка «Жидкое, хрупкое, твердое». Флоренция, Италия;
1993 — Персональная выставка. Мюнхен, Германия. Персональная выставка (совместно с Н.Нестеровой). Галерея «Аrt-Modern», Москва;
1995 — Персональная выставка. Выставочный зал редакции журнала «Наше наследие», Москва;
1996 — Групповая выставка. Центр спорта и культуры, Париж, Франция;
1997 — Групповая выставка. Культурный центр, KITO, Бремен, Германия;
1998 — Персональная выставка. Галерея Мартин, Швейцария;
1999 — К 200-летию со дня рождения А. С. Пушкина установлен памятник в саду редакции журнала «Наше наследие». Москва;
2000 — Открытие в Государственной Третьяковской галерее постоянной экспозиции «Искусство XX века». В отделе скульптуры ГТГ находятся 21 произведение Л.Гадаева. Турне по городам Волги (персональные выставки совместно с Н. Нестеровой): Музей современного изобразительного искусства им. А. Пластова, Ульяновск; Саратовский городской художественный музей; Самарский областной художественный музей; Волгоградский музей изобразительных искусств;
2003 — Выставка произведений на соискание Государственной премии Российской Федерации в области изобразительного искусства. Государственная Третьяковская галерея;
2004 — Выставка произведений на соискание Государственной премии Российской Федерации в области изобразительного искусства. Государственная Третьяковская галерея;
2006 — Персональная выставка. Художественный музей им. В. С. Сорокина — «Дом мастера», Липецк. Выставка российского искусства. Пекин — Шанхай, Китай. Экспрессия духа. Галерея «Дом Нащокина». Москва;
2007 — Выставка-конкурс проектов памятника О. Мандельштаму. Москва;
2008 — Персональная выставка в ГТГ. Москва, Лаврушинский пер.. Установка памятника О. Мандельштаму в Воронеже;
Посмертные выставки Лазаря Гадаева, организованные его сыном и наследником Константином Гадаевым:
2009 — Выставка «Горные дороги». ГТГ;

Памятник Александру Блоку во дворе редакции журнала «Наше наследие» в Москве (2002).

2010 — Персональная выставка в Центре А. Меня. Сергиев Посад. Персональная выставка в Саратовском государственном музее им. А. Радищева. Персональная выставка «Рельефы» в выставочном зале журнала «Наше наследие»;
2011 — Персональная выставка «Полихромная деревянная скульптура и живопись» в выставочном зале клуба Артэрия. Москва;
2012 — Групповая выставка «Вершины. В ладонях неба». ЦДХ, Москва. Персональная выставка в Воронеже в рамках 2 международного Платоновского фестиваля. Персональная выставка  Архивная копия от 19 апреля 2016 на Wayback Machine в галерее «открытый клуб». Москва;
2013 — Персональная выставка в клубе «Артэрия». Москва. Персональная выставка «Искурдиада» в Отделе личных коллекций ГМИИ им. А. С. Пушкина. Москва.
Скульптурные работы Лазаря Гадаева находятся в музеях:
Государственная Третьяковская галерея, Государственный Русский музей, Государственный музей народов Востока, Государственный музей искусств Узбекистана, Государственный музей Алтайского края, Дагестанский музей изобразительных искусств им. П. Гамзатовой, Кемеровский областной музей изобразительных искусств, Киргизский национальный музей изобразительных искусств им. Г.Айтиева. Бишкек, Курганский областной художественный музей, Московское отделение Союза художников России, Музей имени М. А. Врубеля, Музей современного искусства. Москва, Музей современного искусства. Ульяновск, Музей П.Людвига. Германия, Орловский музей изобразительных искусств, Северо-Осетинский республиканский художественный музей им. М. С. Туганова, Софийский музей изобразительных искусств. Болгария, Союз художников России, Феодосийская картинная галерея им. И. К. Айвазовского, Херсонский областной художественный музей им. А. А. Шовкуненко. В частных собраниях России, Франции, Германии, Великобритании, Словении.
«Его произведения в целом лишены каких-либо явных этнических признаков и представляют собой редкостный в современном изобразительном искусстве сплав, в котором природно-архаическая стихия народного творчества соединилась и со средневековой христианской традицией и с практикой европейской скульптуры XIX—XX веков. Лазарь Гадаев стал человеком мира. Фактом своего присутствия в этой жизни, фактом всего созданного в ней он соединил самобытную культуру Осетии, частью которой он всегда себя ощущал, с мировым художественным пространством.… В его работах сразу обозначились принципы, которым он был верен всю свою творческую жизнь — обобщенная трактовка сюжета при гротескной заостренности типажа, мифологизация быта и интерпретация символов через реалии жизни. Мудрость соседствует с наивом, а героический жест сдобрен юмором. При этом формальная стилистика каждой вещи абсолютно растворена в образной идее, пластическом повествовании и как будто материализовалась естественно, в полном соответствии с интонациями немногословной гадаевской речи. Его „Воскрешение Лазаря“ отмечено автопортретными чертами, „Тайная вечеря“ похожа на осетинское застолье, в котором участвуют птицы, „Горные дороги“ напоминают фантастические корни, связывающие воедино людей, животных, птиц и природу с пространством». Александр Рюмин
«У Гадаева, что поразительно для наших дней, самовозрождается мифологическое сознание. Он из числа тех художников, которые напоминают нам о том, кто мы и как мы приобщены к истории. Связь с мифологическим прошлым очевидна в его искусстве». Валерий Турчин
«Лазарь Гадаев — предмет большой и заслуженной гордости осетинского народа. Предмет его скульптуры — очень сложный психологический рисунок человека, одновременно и внутренне смятенного, и преодолевающего эту смятенность, что-то очень из 1970-х годов. Только этого интеллигента 1970-х он сделал героем — и героичной стала как раз внутренняя неустроенность, сложность личности, как бы не вполне уверенной в смысле своей жизни и мира вообще». Григорий Ревзин

## Награды
- Награждён медалью «Во славу Осетии» — высшей государственной наградой РСО-Алания.